# NGC 6331
NGC 6331 is een elliptisch sterrenstelsel in het sterrenbeeld Kleine Beer. Het hemelobject werd op 20 december 1797 ontdekt door de Duits-Britse astronoom William Herschel.

## Synoniemen
- MCG 13-12-15
- ZWG 355.24
- DRCG 35-49
- PGC 59513